# Хрустали
Хрустали (рос. Хрустали) — присілок в Малоярославецькому районі Калузької області Російської Федерації.
Населення становить 89 осіб. Входить до складу муніципального утворення Присілок Єрденєво.

## Історія
Від 2004 року входить до складу муніципального утворення Присілок Єрденєво.

## Населення
| 2002 | 2010 |
| ---- | ---- |
| 54   | ↗89  |